# Archibasis oscillans
Archibasis oscillans är en trollsländeart som först beskrevs av Selys 1877.  Archibasis oscillans ingår i släktet Archibasis och familjen dammflicksländor. IUCN kategoriserar arten globalt som livskraftig. Inga underarter finns listade i Catalogue of Life.